# Modo locrio

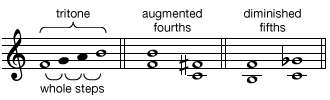
Esempio di tritono

Il modo locrio, nella musica occidentale moderna, è un modo musicale o, nell'uso moderno, una scala diatonica, il modo melodico con una serie di tonalità corrispondente a quella prodotta dai tasti bianchi del piano all'interno di un'ottava Si-Si.

## Storia
Il modo musicale Locrian è costruito intorno ad un accordo diminuito, e grandi compositori si sono ispirati a questa scala, Brahms, Šostakóvič, Stravinskij, Bartòk, fino alla contemporanea cantante islandese Björk. Questa scala musicale ancestrale conduce nell’affascinante mondo dei trattati di armonia musicale di Euclide, Cleonide ed Aristoseno e alla scuola musicale fondata dal poeta e musicista Locrese Senocrito.
Da alcuni scrittori antichi (Polluce, Ateneo ed Eraclide Pontico) sappiamo che prima della conquista macedone le armonie si chiamavano con altri nomi: eolia (modo di la), ionica o iastia (modo di sol), lidia abbassata (modo di fa), corica (modo di mi), frigia (modo di re), lidia (modo di do), misolidia (modo di si). Il modo locrio, inventato da Senocrito di Locri, aveva la stessa tonalità dell'ipodorico.
La fondazione di Locri Epizefiri risale all’VIII secolo a.C. da parte di greci provenienti dalla regione della Locride in Grecia.
Le scale greche nella tradizione aristossenica sono: 
Misolidio: hypate hypaton-paramese (b-b′) 
Lidia: parhypate hypaton-trite diezeugmenon (c′-c″) 
frigio: lichanos hypaton-paranete diezeugmenon (d′-d″) 
Dorian : hypate meson–nete diezeugmenon (e′–e″) 
Ipolidio: iperbolio mesone-trito parhypato (f′–f″) 
Ipofrigio: lichanos meson-paranete hyperbolaion (g′-g″) 
Locrese o Ipodoriano: mese–nete hyperbolaion o proslambnomenos–mese (a′–a″ o a–a′) 
Questi nomi derivano da un sottogruppo greco antico (Dori), una piccola regione della Grecia centrale (Locri) e da alcuni popoli vicini (non greci ma ad essi imparentati) dell'Asia Minore (Lidia, Frigia). L'associazione di questi nomi etnici con la specie dell'ottava sembra precedere il trattato di Aristosseno.
Poche e frammentarie sono le informazioni che possediamo di Senocrito, musico e poeta lirico dell'antica Locri che visse, probabilmente, nella seconda metà del VII sec. a.C.; la sua arte viene esaltata nel De Musica, dove viene posto tra i più grandi musici dell'antica Grecia e considerato uno dei principali rappresentanti (insieme ad artisti quali Taleta di Creta) della scuola musicale di Sparta, la più fiorente dell'antichità (Pseudo-Plutarco, De Musica 9-10, 1134b-e).
Ritornato a Locri, Senocrito diede vita ad una scuola musicale e poetica (alla quale parteciparono personaggi quali la poetessa Teano, Erasippo e Mnasea) nella quale introdusse le novità spartane, ed in particolar modo, quelle relative all'introduzione di elementi dionisiaci nei canti corali.
Tale scuola dovette avere grande successo e fece di Locri Epizefiri uno dei centri principali dell'antichità per quanto concerneva l'arte della musica e del canto, e di Senocrito uno dei più apprezzati musici della sua epoca; infatti Callimaco (Frammenti Incerti, 161 [541]), riferendosi a Senocrito, lo ricorda come colui:
Ὃς Ἰταλὴν ἐφράσαθ' ἁρμονίην.
"il quale fu l'inventore dell'armonia italica"
E Pindaro, addirittura, mostrava per lui una straordinaria ammirazione, professandosi suo imitatore e seguace, come appare da questo frammento (del quale questa è la parte più leggibile, tratta da uno dei papiri di Ossirinco (Fr. 140b Snell-Maehler):
[...] Ἐγὼ μ[ὰν κλύων]
παῦρα μελ[ι]ζομέν[ου, τέχναν]
[γλώ]σσαργον ἀμφέπων
[ἐρεθίζ]ομαι πρὸς ἀοιδάν
[ἁλίο]υ δελφῖνος ὑπ[όχρισιν],
τὸν ἀκύμονος ἐν πόντου πελάγει
αὐλῶν ἐκινησ' ἐρατὸν μέλος.
[...] Ed io udendo
poco della soave melodia
fui spinto al canto, alla risposta,
come il delfino, quando si agita
al dolcissimo suono dei flauti
nell'immensità del grande mare.
(Pindaro, Frammenti Incerti, dai papiri di Ossirinco Fr. 140b Snell-Maehler)
Nella parte meno leggibile, Pindaro accenna che tale canto e tale soave melodia erano dovute "ad uno di Locri, fiorente città presso lo Zefirio nell'estrema Ausonia" (ἁρμονία Λοκριστί).
(…) Nel caso specifico di Senocrito, si ritiene che l’intento di Pindaro sia quello di promuovere le peculiarità della sua poesia, come dimostrerebbero anche gli aggettivi λιγ[ύ ed εὐπλε / κές(1).
Dal confronto del frammento pindarico citato con un altro passo di Pindaro (Ol. 10, 13s.) e il relativo scolio (schol. Pind. O. 10, 18b D.) si ricava un dato che dal De Musica non emerge, e cioè che a Senocrito è attribuita l’invenzione di un modo musicale. In Pind. O. 10, 13s., infatti, si proclama che “Esattezza” governa la città di Locri Epizefirî e che i suoi abitanti hanno a cuore la Musa Calliope (νέμει γὰρ Ἀτρέκεια πόλιν Λοκρῶν Ζεφυρίων, / μέλει τέ σφισι Καλλιόπα): lo scolio relativo, nel confermare quanto si dice nel passo, aggiunge che esiste un modo locrese (ἁρμονία Λοκριστί) allestito da Senocrito e allega alcune parole, attribuendole a Callimaco (fr. inc. sed. 669 Pf.)(2): 
ὃς < > Ἰταλὴν ἐφράσαθ' ἁρμονίην che ... escogitò l’armonia italica 
(Trad. G. Massimilla) 
Dunque, anche il confronto con il frammento callimacheo – come ha fatto notare Ferrari – fa luce sul testo del fr. 140b M., perché rende plausibile l’integrazione del v. 3 con il termine Ἰταλάν (ἁρμονίαν ... αὐλ̣[οῖς ἐ]πεφράσ[ατ’ Ἰταλάν)(3). 
Per concludere, questi passi – insieme allo scolio – aggiungono un’informazione preziosa riguardo all’attività musicale di Senocrito, informazione ancora più interessante se si volge l’attenzione alla parte iniziale del fr. 140b M. dove compare l’etnico Ἰων[ (“ionio”), sulla base del quale molti studiosi hanno supposto che Pindaro contrapponesse all’armonia ionia quella italica inventata dal poeta locrese(4). 
Schroeder, infatti, ha proposto l’integrazione Ἰων[ίδος ἀντίπαλον μοίσας (“antagonista della musa ionia”), che è accolta con favore e sostenuta da Ferrari. E a supporto di questa integrazione gioca il fatto che la medesima opposizione tra Musa e armonia si riscontra in un epigramma di Onesto dove si leggono le parole φεῦ Μούσης ἔμπαλιν ἁρμονίης (AP 9, 250, 2), e anche in un frammento dell’Asclepio di Teleste (PMG 806, 2s.: Λυδὸν ὃς ἅρμοσε πρῶτος / Δωρίδος ἀντίπαλον μούσας)(5). 
Il modo locrio e la sua controparte plagale (registro inferiore), il modo ipolocrio, esistevano in principio molto prima che fossero menzionate dall'umanista svizzero Henricus Glareanus nel suo famoso trattato musicale Dodecachordon (1547). In quel lavoro Glareanus ha ampliato il sistema permanente di modalità ecclesiali per accogliere i modi maggiori e minori sempre più comuni, nonché la crescente importanza dell'armonia come determinante del movimento melodico. Tuttavia i modi locri e ipolocri furono tassativamente esclusi dal corpus dei modi disponibili perché il loro finalis (il tono su cui termina un brano in un dato modo) in Si, quando accoppiato con il loro centro secondario in Fa, creava un tritono. Conosciuto anche come il diabolus in musica (diavolo in musica), il tritono è stato generalmente una sonorità proibita fino al XVIII secolo.(6)»
()